# Beatles for Sale No. 2
Beatles for Sale No. 2 är en EP-skiva av den brittiska rockgruppen The Beatles, utgiven den 4 juni 1965 på Parlophone.

## Medverkande
- John Lennon – sång, kompgitarr
- Paul McCartney – sång, basgitarr, akustisk gitarr
- George Harrison – bakgrundssång, sologitarr
- Ringo Starr – trummor, övriga slagverk

## Låtlista
| 1. | "I'll Follow the Sun" | John Lennon, Paul McCartney | Paul McCartney              | 1:46 |
| 2. | "Baby's in Black"     | John Lennon, Paul McCartney | John Lennon, Paul McCartney | 2:05 |

| 1.           | "Words of Love"                   | Buddy Holly                 | John Lennon, Paul McCartney | 2:04 |
| 2.           | "I Don't Want to Spoil the Party" | John Lennon, Paul McCartney | John Lennon                 | 2:34 |
| Total längd: | Total längd:                      | Total längd:                | Total längd:                | 8:30 |